# 10
Aquesta pàgina és per a l'any. Per al nombre, vegeu deu.

## Esdeveniments
- Extinció de la dinastia grega de Bactriana.
- Il·líria es reparteix entre Panònia i Dalmàcia.[1]
- Divisió de la tribu germànica dels Irmiones.
- Terratrèmol a Xipre.[2]

## Naixements
- Heró d'Alexandria, enginyer grec.
- Papa Lli

## Necrològiques
- Claudi, emperador romà.
- Hillel l'Ancià, rabí i mestre jueu[3]